# 白石英司
白石 英司（しらいし えいじ、1929年1月15日 - 1983年1月27日）は、日本の実業家。白石古京の長男でもある。

## 経歴・人物
京都府出身。立命館大学法学部卒業後に1959年に京都新聞社に入社。取締役を経て、1978年には副社長に就任し、1981年には社長に就任した。1977年には近畿放送の社長にも就任した。
日本文化財団理事長、日本新聞協会理事、共同通信社理事なども歴任した。
1972年にノルウェーの聖オーラヴ勲章(国際文化功労)を、1973年に紺綬褒章を、1979年にイタリアのコンメンダトーレ勲章(国際文化功労)をそれぞれ授章した。
1983年1月27日、転移性骨腫瘍のために在職中のまま京都市の病院で死去。54歳没。